# Llista de legislatures per països
Aquesta és una llista d'òrgans legislatius per país, dels parlaments i congressos nacionals que actuen com a assemblea general plenaria de representants i que tenen la potestat de legislar. Totes les entitats incloses a la llista d'estats sobirans s'inclouen en aquesta llista.

## Llista d'òrgans

### Òrgans supranacionals
| Organització                                            | Nom dels òrgans             | Tipus           | Mandat (anys)  | Sistema de votació                                                                     | Membres | Població per membre | PIB per membre (milions en USD) |
| ------------------------------------------------------- | --------------------------- | --------------- | -------------- | -------------------------------------------------------------------------------------- | ------- | ------------------- | ------------------------------- |
| Comunitat Andina de Nacions                             | Parlament Andí              | Monocameralitat |                | Directe i indirecte (segons el país) proporcional                                      | 25      | ~                   | ~                               |
| Unió Africana                                           | Parlament Panafricà         | Monocameralitat | 5              | Indirecte (en una majoria de 47 de 53 òrgans nacionals)                                | 265     | 3,974,098           | 14,180                          |
| Lliga Àrab                                              | Parlament Àrab              | Monocameralitat |                |                                                                                        | 68      | ~                   | ~                               |
| Benelux                                                 | Parlament del Benelux       | Monocameralitat |                | Indirecte                                                                              | 49      | ~                   | ~                               |
| Sistema d'Integració Centreamericana                    | Central American Parliament | Monocameralitat | Segons el país | Directe, proporcional                                                                  | 126     | 426,274             | 2,651                           |
| Comunitat d'Estats Llatinoamericans i del Carib (CELAC) | Parlament Llatinoamericà    | Monocameralitat | 5              | Directe                                                                                | 276     | ~                   | ~                               |
| Unió Europea                                            | Parlament Europeu           | Cambra baixa    | 5              | Llista oberta i tancada en rep. proporcional Vot únic transferible (a Irlanda i Malta) | 705     | 667,761             | 20,983                          |
| Unió Europea                                            | Consell de la Unió Europea  | Cambra alta     | N/A            | Indirecte (membres de governs nacionals)                                               | 27      | ~                   | ~                               |
| Mercosur                                                | Parlament del Mercosur      | Monocameralitat | 5              | Directe, indirecte (segons el país) proporcional                                       | 184     | 1,588,889           | 16,228                          |

### Òrgans legislatius dels estats sobirans (estats membres i observadors de les Nacions Unides)
| Estat                           | Òrgan legislatiu                                                                                               | Nom de la cambra                                                                                               | Tipus                     | Mandat (anys)                                                                      | Sistema electoral | Membres  | Població per membre |
| ------------------------------- | --- | --- | ------------------------- | ---------------------------------------------------------------------------------- | --- | -------- | ------------------- |
| Afghanistan                     | Consell de Lideratge de l'Afganistan (رهبری شُورَىٰ, Rahbarī Shūrā)                                               | Consell de Lideratge de l'Afganistan (رهبری شُورَىٰ, Rahbarī Shūrā)                                               | Monocameralitat           | No fixat                                                                           | Nomenament pel líder suprem | Aprx. 30 | 1,340,608           |
| Albània                         | Assemblea de la República (Kuvendi i Shqipërisë)                                                               | Assemblea de la República (Kuvendi i Shqipërisë)                                                               | Monocameralitat           | 4                                                                                  | R. proporcional de llista tancada amb Regla d'Hondt amb llindar del 3% | 140      | 20,226              |
| Algèria                         | Parlament (مجلس الجزائري,)                                                                                     | Assemblea Nacional Popular (المجلس الشعبي الوطني, al-Majlis al-Sha'abi al-Watani; Asqamu Aɣerfan Aɣelnaw)      | Cambra baixa              | 5                                                                                  | Representació proporcional de llista oberta amb el Mètode de Hamilton | 407      | 80,303              |
| Algèria                         | Parlament (مجلس الجزائري,)                                                                                     | Consell de la Nació (مجلس الأمة, Majlis al-Ummah)                                                              | Cambra alta               | 6                                                                                  | Elegit per les assemblees populars de wilaya i assemblees populars comunals, i nomenat pel president | 144      | 257,638             |
| Andorra                         | Consell General d'Andorra                                                                                      | Consell General d'Andorra                                                                                      | Monocameralitat           | 4                                                                                  | Vot paral·lel: Rep. proporcional de llista tancada amb el mètode de Hàmilton i vot en bloc per parròquia | 28       | 2,789               |
| Angola                          | Assemblea Nacional (Assembleia Nacional)                                                                       | Assemblea Nacional (Assembleia Nacional)                                                                       | Monocameralitat           | 4                                                                                  | Rep. proporcional llista tancada amb el mètode D'Hondt a nivell nacional i per província | 220      | 84,081              |
| Antigua i Barbuda               | Parlament | Cambra de Representants                                                                                        | Cambra baixa              | 5                                                                                  | Escrutini uninominal majoritari | 17       | 4,305               |
| Antigua i Barbuda               | Parlament | Senat | Cambra alta               | 5                                                                                  | Nomenat pel governador general, en representació del monarca, per consell del primer ministre i líder de l'oposició. | 19       | 4,811               |
| Argentina                       | Congrés de la Nació Argentina (Congreso de la Nación Argentina)                                                | Cambra de Diputats (Cámara de Diputados de la Nación)                                                          | Cambra baixa              | 4                                                                                  | Rep. proporcional llista tancada amb el mètode D'Hondt amb un llindar del 3%. | 257      | 156,097             |
| Argentina                       | Congrés de la Nació Argentina (Congreso de la Nación Argentina)                                                | Senat (Honorable Senado de la Nación Argentina)                                                                | Cambra alta               | 6                                                                                  | Votació en bloc parcial | 72       | 557,181             |
| Armènia                         | Assemblea Nacional (Հայաստանի Հանրապետության Ազգային ժողով, Hayastani Hanrapetyut'yan Azgayin zhoghov)         | Assemblea Nacional (Հայաստանի Հանրապետության Ազգային ժողով, Hayastani Hanrapetyut'yan Azgayin zhoghov)         | Monocameralitat           | 5                                                                                  | Rep. proporcional de llista tancada en una circumscripció electoral nacional i proporcional de llista oberta en circumscripcions de districte, amb un llindar nacional del 5% o dels 3 primers (o 7% per a les aliances)  | 105      | 24,902              |
| Austràlia                       | Parlament | Cambra de Representants                                                                                        | Cambra baixa              | 3                                                                                  | | 151      | 162,914             |
| Austràlia                       | Parlament | Senat | Cambra alta               | 6                                                                                  | Vot únic transferible per estat/territori | 76       | 323,684             |
| Àustria                         | Parlament (Österreichisches Parlament)                                                                         | Consell Nacional (Nationalrat)                                                                                 | Cambra baixa              | 5                                                                                  | Rep. proporcional de llista oberta amb el mètode D'Hondt amb un llindar del 4%. | 183      | 43,895              |
| Àustria                         | Parlament (Österreichisches Parlament)                                                                         | Consell Federal (Bundesrat)                                                                                    | Cambra alta               | 5 i 6                                                                              | Elegit per les legislatures estatals | 61       | 129,563             |
| Azerbaidjan                     | Assemblea Nacional (Milli Məclis)                                                                              | Assemblea Nacional (Milli Məclis)                                                                              | Monocameralitat           | 5                                                                                  | Escrutini uninominal majoritari | 125      | 73,320              |
| Bahames                         | Parlament | Casa de l'Assemblea                                                                                            | Cambra baixa              | 5                                                                                  | Escrutini uninominal majoritari | 39       | 9,326               |
| Bahames                         | Parlament | Senat | Cambra alta               | 5                                                                                  | Nomenat pel governador general, en representació del monarca, per consell del primer ministre i líder de l'oposició. | 16       | 22,103              |
| Bahrain                         | Assemblea Nacional (المجلس الوطني البحريني, Al-majlis al-wataniu al-bahrayniu)                                 | Consell de Representants (مجلس النواب, Majlis an-nuwab)                                                        | Cambra baixa              | 4                                                                                  | Sist. de dues rondes | 40       | 30,864              |
| Bahrain                         | Assemblea Nacional (المجلس الوطني البحريني, Al-majlis al-wataniu al-bahrayniu)                                 | Consell Consultiu (مجلس الشورى, Majlis al-shura)                                                               | Cambra alta               | 4                                                                                  | Escollit pel monarca | 40       | 30,864              |
| Bangladesh                      | Parlament Nacional (জাতীয় সংসদ, Jatiya Sangsad)                                                                   | Parlament Nacional (জাতীয় সংসদ, Jatiya Sangsad)                                                                   | Monocameralitat           | 5                                                                                  | Escrutini uninominal majoritari | 350      | 466,909             |
| Barbados                        | Parlament | Casa de l'Assemblea                                                                                            | Cambra baixa              | 5                                                                                  | Escrutini uninominal majoritari | 30       | 9,486               |
| Barbados                        | Parlament | Senat | Cambra alta               | 5                                                                                  | Nomenat pel president, per consell del primer ministre i cap de l'oposició | 21       | 13,551              |
| Belarús                         | Assemblea Nacional(Нацыянальны сход Рэспублікі Беларусь, Nacyjanalny schod Respubliki Bielaruś)                | Cambra de Representants (Палата прадстаўнікоў, Palata pradstaŭnikoŭ)                                           | Cambra baixa              | 4                                                                                  | Sistema de dues rondes | 110      | 85,997              |
| Belarús                         | Assemblea Nacional(Нацыянальны сход Рэспублікі Беларусь, Nacyjanalny schod Respubliki Bielaruś)                | Consell de la República (Савет Рэспублікі, Saviet Respubliki)                                                  | Cambra alta               | 4                                                                                  | Elegit pels consells regionals i nomenat pel president | 64       | 147,773             |
| Bèlgica                         | Parlament Federal (Federaal Parlement; Parlement fédéral)                                                      | Cambra de Representants (Kamer van Volksvertegenwoordigers, Chambre des Représentants)                         | Cambra baixa              | 5                                                                                  | Rep. proporcional llista oberta amb el mètode D'Hondt per província amb un llindar del 5%. | 150      | 74,000              |
| Bèlgica                         | Parlament Federal (Federaal Parlement; Parlement fédéral)                                                      | Senat (Senaat, Sénat)                                                                                          | Cambra alta               | 5                                                                                  | Elegit pels parlaments comunitaris i regionals | 60       | 185,000             |
| Belize                          | Assemblea Nacional                                                                                             | Cambra de Representants                                                                                        | Cambra baixa              | 5                                                                                  | Escrutini uninominal majoritari | 31       | 10,748              |
| Belize                          | Assemblea Nacional                                                                                             | Senat | Cambra alta               | 5                                                                                  | Nomenat pel governador general, en representació del monarca, per consell del primer ministre i líder de l'oposició. | 12       | 27,766              |
| Benín                           | Assemblea Nacional (Assemblée nationale)                                                                       | Assemblea Nacional (Assemblée nationale)                                                                       | Monocameralitat           | 4                                                                                  | R. proporcional | 83       | 115,648             |
| Bhutan                          | Parlament (རྒྱལ་ཡོངས་ཚོགས་ཁང་ gyelyong tshokhang)                                                                  | Assemblea Nacional (རྒྱལ་ཡོངས་ཚོགས་འདུ། Gyelyong Tshogdu)                                                           | Cambra baixa              | 5                                                                                  | Escrutini uninominal majoritari | 47       | 15,072              |
| Bhutan                          | Parlament (རྒྱལ་ཡོངས་ཚོགས་ཁང་ gyelyong tshokhang)                                                                  | Consell Nacional (རྒྱལ་ཡོངས་ཚོགས་སྡེ། Gyelyong Tshogde)                                                              | Cambra alta               | 4                                                                                  | Escrutini uninominal majoritari, i escollits pel monarca | 25       | 28,337              |
| Bolívia                         | Assemblea Legislativa Plurinacional (Asamblea Legislativa Plurinacional)                                       | Cambra de Diputats (Cámara de Diputados)                                                                       | Cambra baixa              | 5                                                                                  | Rep. proporcional mixta de llista tancada: rep. proporcional amb el mètode D'Hondt per departament Escrutini uninominal majoritari                                                                                        | 130      | 83,905              |
| Bolívia                         | Assemblea Legislativa Plurinacional (Asamblea Legislativa Plurinacional)                                       | Cambra de Senadors (Cámara de Senadores)                                                                       | Cambra alta               | 5                                                                                  | Rep. proporcional llista tancada amb el mètode D'Hondt per departament | 36       | 302,993             |
| Bòsnia i Hercegovina            | Assemblea Parlamentària (skupština / Парламентарна скупштина)                                                  | Cambra de Representants (Predstavnički dom / Zastupnički dom / Представнички дом)                              | Cambra baixa              | 4                                                                                  | Rep. proporcional de llista oberta. | 42       | 91,422              |
| Bòsnia i Hercegovina            | Assemblea Parlamentària (skupština / Парламентарна скупштина)                                                  | Cambra dels Pobles (Dom naroda / Дом народa)                                                                   | Cambra alta               | 4                                                                                  | Serbis elegits per l'Assemblea Nacional de la República Srpska, i bosnians i croats elegits per la Casa dels Pobles de la Federació de Bòsnia i Hercegovina                                                               | 15       | 255,982             |
| Botswana                        | Parlament (Palamente ya Botswana)                                                                              | Assemblea Nacional (Palamente ya Botswana)                                                                     | Monocameralitat           | 5                                                                                  | Escrutini uninominal majoritari, i escollit pel President | 65       | 32,211              |
| Brasil                          | Congrés Nacional (Congresso Nacional)                                                                          | Cambra de Diputats (Câmara dos Deputados)                                                                      | Cambra baixa              | 4                                                                                  | Rep. proporcional de llista oberta amb el mètode D'Hondt per estat | 513      | 371,798             |
| Brasil                          | Congrés Nacional (Congresso Nacional)                                                                          | Senat Federal (Senado Federal)                                                                                 | Cambra alta               | 8                                                                                  | Votació en bloc parcial per estat | 81       | 2,354,724           |
| Brunei                          | Consell Legislatiu (Majlis Mesyuarat Negara)                                                                   | Consell Legislatiu (Majlis Mesyuarat Negara)                                                                   | Monocameralitat           | -                                                                                  | Escollit pel Sultan | 36       | 11,355              |
| Bulgària                        | Assemblea Nacional (Народно събрание Narodno sabranie)                                                         | Assemblea Nacional (Народно събрание Narodno sabranie)                                                         | Monocameralitat           | 4                                                                                  | Rep. proporcional de llista tancada amb un llindar del 4%. | 240      | 30,685              |
| Burkina Faso                    | Assemblea Nacional (Assemblée nationale)                                                                       | Assemblea Nacional (Assemblée nationale)                                                                       | Monocameralitat           | 5                                                                                  | Rep. proporcional amb el mètode D'Hondt | 127      | 126,281             |
| Burundi                         | Parlament (Abashingamateka)                                                                                    | Assemblea Nacional (Assemblée nationale)                                                                       | Cambra baixa              | 5                                                                                  | Rep. proporcional de llista tancada amb el mètode D'Hondt amb un llindar del 2% | 121      | 74,570              |
| Burundi                         | Parlament (Abashingamateka)                                                                                    | Senat (Sénat)                                                                                                  | Cambra alta               | 5                                                                                  | Elegit pels consells comunals | 43       | 179,577             |
| Cambodja                        | Parlament (សភាតំណាងរាស្ត្រ Sâphéa Tâmnang Réastr)                                                                    | Assemblea Nacional (រដ្ឋសភា Rôdthsâphéa)                                                                         | Cambra baixa              | 5                                                                                  | Rep. proporcional llista tancada amb el mètode D'Hondt per província | 123      | 108,852             |
| Cambodja                        | Parlament (សភាតំណាងរាស្ត្រ Sâphéa Tâmnang Réastr)                                                                    | Senat (ព្រឹទ្ធសភា Prœ̆tthsâphéa)                                                                                    | Cambra alta               | 6                                                                                  | Nomenat pel monarca, elegit per l'Assemblea Nacional i els consells comunals | 61       | 219,490             |
| Camerun                         | Parlament (Parlement)                                                                                          | Assemblea Nacional (Assemblée nationale)                                                                       | Cambra baixa              | 5                                                                                  | Escrutini uninominal majoritari i vot en bloc | 180      | 97,021              |
| Camerun                         | Parlament (Parlement)                                                                                          | Senat (Sénat)                                                                                                  | Cambra alta               | 5                                                                                  | Elegit pels consells municipals, i nomenat pel president | 100      | 174,638             |
| Canadà                          | Parlament (Parlement)                                                                                          | Cambra dels Comuns (Chambre des communes)                                                                      | Cambra baixa              | 4                                                                                  | Escrutini uninominal majoritari | 338      | 104,571             |
| Canadà                          | Parlament (Parlement)                                                                                          | Senat (Sénat)                                                                                                  | Cambra alta               | Fins als 75 anys o la resignació.                                                  | Nomenat pel governador general, en representació del monarca, per consell del primer ministre | 105      | 318,825             |
| Cap Verd                        | Assemblea Nacional (Assembleia Nacional)                                                                       | Assemblea Nacional (Assembleia Nacional)                                                                       | Monocameralitat           | 5                                                                                  | Rep. proporcional de llista tancada amb el mètode D'Hondt | 72       | 4,990               |
| República Centreafricana        | Assemblea Nacional                                                                                             | Assemblea Nacional                                                                                             | Monocameralitat           | 5                                                                                  | Sist. dues rondes | 131      | 38,951              |
| Txad                            | Assemblea Nacional (الجمعية الوطنية)                                                                           | Assemblea Nacional (الجمعية الوطنية)                                                                           | Monocameralitat           | 4                                                                                  | Votació en bloc: si cap llista n'obté la majoria absoluta, els escons s'assignen mitjançant rep. proporcional | 188      | 66,640              |
| Xile                            | Congrés Nacional (Congreso Nacional)                                                                           | Cambra de Diputats (Cámara de Diputados)                                                                       | Cambra baixa              | 4                                                                                  | Rep. proporcional de llista oberta amb el mètode D'Hondt | 155      | 145,021             |
| Xile                            | Congrés Nacional (Congreso Nacional)                                                                           | Senat (Senado de la República)                                                                                 | Cambra alta               | 8                                                                                  | Sistema de votació binomial | 38       | 457,963             |
| RP de la Xina                   | Assemblea Popular Nacional (全国人民代表大会 Quánguó Rénmín Dàibiǎo Dàhuì)                                     | Assemblea Popular Nacional (全国人民代表大会 Quánguó Rénmín Dàibiǎo Dàhuì)                                     | Monocameralitat           | 5                                                                                  | Elegit pels congressos municipals, regionals i provincials, i l'Exèrcit Popular d'Alliberament | 2,980    | 448,518             |
| Colòmbia                        | Congrés (Congreso)                                                                                             | Cambra de Representants (Cámara de Representantes)                                                             | Cambra baixa              | 4                                                                                  | Rep. proporcional de llista oberta o tancada (segons partit) amb el mètode D'Hondt | 166      | 279,556             |
| Colòmbia                        | Congrés (Congreso)                                                                                             | Senat (Senado)                                                                                                 | Cambra alta               | 4                                                                                  | Rep. proporcional de llista oberta o tancada (segons partit) amb mètode D'Hondt amb llindar del 3% | 102      | 454,964             |
| Comores                         | Assemblea de la Unió (Assemblée de l'Union)                                                                    | Assemblea de la Unió (Assemblée de l'Union)                                                                    | Monocameralitat           | 5                                                                                  | Sistema de dues voltes, i elegit per les assemblees locals | 33       | 24,181              |
| República Democràtica del Congo | Parlament (Parlement)                                                                                          | Assemblea Nacional (Assemblée nationale)                                                                       | Cambra baixa              | 5                                                                                  | Vot paral·lel | 500      | 143,425             |
| República Democràtica del Congo | Parlament (Parlement)                                                                                          | Senat (Sénat)                                                                                                  | Cambra alta               | 5                                                                                  | Elegit per les assemblees provincials | 108      | 664,008             |
| Rep. del Congo                  | Parlament (Parlement)                                                                                          | Assemblea Nacional (Assemblée nationale)                                                                       | Cambra baixa              | 5                                                                                  | Sistema de dues rondes | 151      | 28,537              |
| Rep. del Congo                  | Parlament (Parlement)                                                                                          | Senat (Sénat)                                                                                                  | Cambra alta               | 5                                                                                  | Elegits pels consells de districte, locals i regionals | 52       | 83,966              |
| Costa Rica                      | Assemblea Legislativa (Asamblea Legislativa)                                                                   | Assemblea Legislativa (Asamblea Legislativa)                                                                   | Monocameralitat           | 4                                                                                  | Rep. proporcional de llista tancada | 57       | 75,468              |
| Croàcia                         | Assemblea (Hrvatski sabor)                                                                                     | Assemblea (Hrvatski sabor)                                                                                     | Monocameralitat           | 4                                                                                  | Rep. proporcional de llista oberta amb el mètode D'Hondt amb un llindar del 5%. | 151      | 28,414              |
| Cuba                            | Assemblea Nacional del Poder Popular (Asamblea Nacional del Poder Popular)                                     | Assemblea Nacional del Poder Popular (Asamblea Nacional del Poder Popular)                                     | Monocameralitat           | 5                                                                                  | Vot popular | 605      | 18,308              |
| Xipre                           | Cambra de Representants (Βουλή των Αντιπροσώπων Vouli Antiprosópon / Temsilciler Meclisi)                      | Cambra de Representants (Βουλή των Αντιπροσώπων Vouli Antiprosópon / Temsilciler Meclisi)                      | Monocameralitat           | 5                                                                                  | Rep. proporcional de llista oberta | 56       | 18,632              |
| Txèquia                         | Parlament (Parlament České republiky)                                                                          | Cambra dels Diputats (Poslanecká sněmovna)                                                                     | Cambra baixa              | 4                                                                                  | Rep. proporcional de llista oberta amb el mètode D'Hondt amb un llindar del 5%. | 200      | 52,811              |
| Txèquia                         | Parlament (Parlament České republiky)                                                                          | Senat (Senát)                                                                                                  | Cambra alta               | 6                                                                                  | Sist. dues rondes | 81       | 130,397             |
| Dinamarca                       | Assemblea Popular (Folketinget)                                                                                | Assemblea Popular (Folketinget)                                                                                | Monocameralitat           | 4                                                                                  | Rep. proporcional de llista oberta amb el mètode D'Hondt amb un llindar del 2%. | 179      | 30,969              |
| Djibouti                        | Assemblea Nacional (الجمعية الوطنية)                                                                           | Assemblea Nacional (الجمعية الوطنية)                                                                           | Monocameralitat           | 5                                                                                  | Vot en bloc i rep. proporcional de llista tancada per circumscripcions electorals | 65       | 12,587              |
| Dominica                        | Casa de l'Assemblea                                                                                            | Casa de l'Assemblea                                                                                            | Monocameralitat           | 5                                                                                  | Escrutini uninominal majoritari, i escollit pel President | 32       | 3,394               |
| República Dominicana            | Congrés Nacional (Congreso Nacional)                                                                           | Cambra de Diputats (Cámara de Diputados)                                                                       | Cambra baixa              | 4                                                                                  | Rep. proporcional de llista oberta amb el mètode D'Hondt per província i a nivell nacional amb un llindar de l'1% | 190      | 51,520              |
| República Dominicana            | Congrés Nacional (Congreso Nacional)                                                                           | Senat (Senado)                                                                                                 | Cambra alta               | 4                                                                                  | Escrutini uninominal majoritari | 32       | 293,088             |
| East Timor                      | Parlament Nacional (Parlamentu Nasionál / Parlamento Nacional)                                                 | Parlament Nacional (Parlamentu Nasionál / Parlamento Nacional)                                                 | Monocameralitat           | 5                                                                                  | Rep. proporcional de llista tancada amb el mètode D'Hondt amb un llindar del 3% | 65       | 16,408              |
| Equador                         | Assemblea Nacional (Asamblea Nacional)                                                                         | Assemblea Nacional (Asamblea Nacional)                                                                         | Monocameralitat           | 4                                                                                  | Vot paral·lel: rep. proporcional de llista tancada en circumscripció nacional i escrutini majoritari uninominal | 137      | 116,802             |
| Egipte                          | Parlament (برلمان)                                                                                             | Senat (مجلس الشيوخ Majlis Alshuyukh)                                                                           | Cambra alta               | 5                                                                                  | | 300      |                     |
| Egipte                          | Parlament (برلمان)                                                                                             | Cambra de Representants (مجلس النواب Majilis Al-Nuwab)                                                         | Cambra baixa              | 5                                                                                  | Vot paral·lel: Escrutini majoritari uninominal, vot en bloc, i nomenat pel President | 596      | 150,983             |
| El Salvador                     | Assemblea Legislativa (Asamblea Legislativa)                                                                   | Assemblea Legislativa (Asamblea Legislativa)                                                                   | Monocameralitat           | 3                                                                                  | Rep. proporcional de llista oberta amb el mètode de Hamilton | 84       | 68,382              |
| Guinea Equatorial               | Parlament (Parlamento)                                                                                         | Cambra dels Diputats (Cámara de los Diputados)                                                                 | Cambra baixa              | 5                                                                                  | Rep. proporcional de llista tancada amb un llindar del 10%. | 100      | 16,220              |
| Guinea Equatorial               | Parlament (Parlamento)                                                                                         | Senat (Senado)                                                                                                 | Cambra alta               |                                                                                    | Rep. proporcional de llista tancada amb un llindar del 10%, i designat pel President | 70       | 23,171              |
| Eritrea                         | Assemblea Nacional (Hagerawi Baito)                                                                            | Assemblea Nacional (Hagerawi Baito)                                                                            | Monocameralitat           | 5                                                                                  | Vot popular | 104      | 50,878              |
| Estònia                         | Assemblea de l'Estat (Riigikogu)                                                                               | Assemblea de l'Estat (Riigikogu)                                                                               | Monocameralitat           | 4                                                                                  | Rep. proporcional de llista oberta amb el mètode D'Hondt amb un llindar del 5%. | 101      | 12,814              |
| Swazilàndia                     | Parlament (Liblanda)                                                                                           | Cambra de l'Assemblea                                                                                          | Cambra baixa              | 5                                                                                  | Majoritari | 55       | 22,181              |
| Swazilàndia                     | Parlament (Liblanda)                                                                                           | Senat (Indlu yeTimphunga)                                                                                      | Cambra alta               |                                                                                    | Escollit pel monarca | 30       | 40,666              |
| Etiòpia                         | Parlament (የፌዴራል ፓርላማ ምክር ቤት)                                                                                  | Cambra de Representants del Poble (የሕዝብ ተወካዮች ምክር ቤት Yehizbtewekayoch Mekir Bet)                               | Cambra baixa              | 5                                                                                  | Escrutini uninominal majoritari | 547      | 135,134             |
| Etiòpia                         | Parlament (የፌዴራል ፓርላማ ምክር ቤት)                                                                                  | Casa de la Federació (የሕዝብ ተወካዮች ምክር ቤት Yefedereshn Mekir Bet)                                                 | Cambra alta               | 5                                                                                  | Elegit pels Consells d'Estat | 112      | 659,986             |
| Federated States of Micronesia  | Congrés | Congrés | Monocameralitat           | 4                                                                                  | Escrutini uninominal majoritari | 14       | 7,642               |
| Fiji                            | Parlament | Parlament | Monocameralitat           | 4                                                                                  | Rep. proporcional de llista oberta amb el mètode D'Hondt amb un llindar del 5%. | 50       | 16,745              |
| Finlàndia                       | Parlament (Eduskunta / Riksdagen)                                                                              | Parlament (Eduskunta / Riksdagen)                                                                              | Monocameralitat           | 4                                                                                  | Rep. proporcional de llista oberta amb el mètode D'Hondt i uninominal per a l'escó d'Åland | 200      | 25,900              |
| França                          | Parlament (Parlement français)                                                                                 | Assemblea Nacional (Assemblée nationale)                                                                       | Cambra baixa              | 5                                                                                  | Sistema de dos rondes | 577      | 113,258             |
| França                          | Parlament (Parlement français)                                                                                 | Senat (Sénat)                                                                                                  | Cambra alta               | 6                                                                                  | Elegit indirectament per funcionaris, inclosos els consellers regionals, de departament, alcaldes, regidors i membres de l'Assemblea Nacional; doble volta o proporcional per departament en funció del nombre de places. | 348      | 187,787             |
| Gabon                           | Parlament (Parlement)                                                                                          | Assemblea Nacional(Assemblée nationale)                                                                        | Cambra baixa              | 5                                                                                  | Escrutini uninominal majoritari, i nomenat pel President | 121      | 12,190              |
| Gabon                           | Parlament (Parlement)                                                                                          | Senat (Sénat)                                                                                                  | Cambra alta               | 6                                                                                  | Triat indirectament pels regidors locals i departamentals | 102      | 14,460              |
| Gàmbia                          | Assemblea Nacional                                                                                             | Assemblea Nacional                                                                                             | Monocameralitat           | 5                                                                                  | Escrutini uninominal majoritari, i escollit pel president | 58       | 25,673              |
| Geòrgia                         | Parlament (საქართველოს პარლამენტი Sak'art'velos Parlamenti)                                                    | Parlament (საქართველოს პარლამენტი Sak'art'velos Parlamenti)                                                    | Monocameralitat           | 4                                                                                  | Vot paral·lel: Representació proporcional de llista tancada en una circumscripció nacional amb un llindar del 5% i uninominal                                                                                             | 150      | 29,794              |
| Alemanya                        | Dieta Federal (Bundestag)                                                                                      | Dieta Federal (Bundestag)                                                                                      | Cambra baixa              | 4                                                                                  | Llista tancada de representació proporcional de membres mixts amb el mètode Sainte-Laguë per estat amb un llindar del 5% i uninominal                                                                                     | 736      | 113,031             |
| Alemanya                        | Consell Federal (Bundesrat)                                                                                    | Consell Federal (Bundesrat)                                                                                    | Cambra alta               | Depenent de les eleccions estatals                                                 | Delegat dels governs estatals | 69       | 1,185,501           |
| Ghana                           | Parlament | Parlament | Monocameralitat           | 4                                                                                  | Escrutini uninominal majoritari | 275      | 106,286             |
| Grècia                          | Parlament Hel·lènic (Βουλή των Ελλήνων; Vouli ton Ellinon)                                                     | Parlament Hel·lènic (Βουλή των Ελλήνων; Vouli ton Ellinon)                                                     | Monocameralitat           | 4                                                                                  | Rep. proporcional de llista oberta amb reforç pel partit guanyador, amb el mètode D'Hondt i llindar del 3% | 300      | 35,958              |
| Grenada                         | Parlament | Cambra de Representants                                                                                        | Cambra baixa              | 5                                                                                  | Escrutini uninominal majoritari | 15       | 7,333               |
| Grenada                         | Parlament | Senat | Cambra alta               | 5                                                                                  | Nomenat pel govern i pel cap de l'oposició | 13       | 8,461               |
| Guatemala                       | Congrés de la República (Congreso de la República)                                                             | Congrés de la República (Congreso de la República)                                                             | Monocameralitat           | 4                                                                                  | Rep. proporcional de llista tancada | 160      | 80,557              |
| Guinea                          | Assemblea Nacional (Assemblée nationale)                                                                       | Assemblea Nacional (Assemblée nationale)                                                                       | Monocameralitat           | 5                                                                                  | Rep. proporcional de llista tancada | 114      | 88,227              |
| Guinea Bissau                   | Assemblea Nacional Popular (Assembleia Nacional Popular)                                                       | Assemblea Nacional Popular (Assembleia Nacional Popular)                                                       | Monocameralitat           | 4                                                                                  | Rep. proporcional de llista tancada | 100      | 13,454              |
| Guyana                          | Assemblea Nacional                                                                                             | Assemblea Nacional                                                                                             | Monocameralitat           | 5                                                                                  | Vot popular i escollit pel President | 65       | 11,583              |
| Haití                           | Parlament (Parlement Haïtien / Palman Ayisyen)                                                                 | Cambra dels Diputats (Chanm Depite)                                                                            | Cambra baixa              | 4                                                                                  | Rep. proporcional | 119      | 98,181              |
| Haití                           | Parlament (Parlement Haïtien / Palman Ayisyen)                                                                 | Senat (Sena)                                                                                                   | Cambra alta               | 6                                                                                  | | 30       | 323,997             |
| Hondures                        | Congrés Nacional (Congreso Nacional)                                                                           | Congrés Nacional (Congreso Nacional)                                                                           | Monocameralitat           | 4                                                                                  | Rep. proporcional de llista oberta | 128      | 58,823              |
| Hongria                         | Assemblea Nacional (Országgyűlés)                                                                              | Assemblea Nacional (Országgyűlés)                                                                              | Monocameralitat           | 4                                                                                  | Rep. proporcional de llista oberta | 199      | 25,860              |
| Islàndia                        | Assembly of All (Alþingi)                                                                                      | Assembly of All (Alþingi)                                                                                      | Monocameralitat           | 4                                                                                  | Proporcional | 63       | 5,080               |
| Índia                           | Parlament (संसद Sansad)                                                                                         | Cambra del Poble (लोक सभा Lok Sabha)                                                                             | Cambra baixa              | 5                                                                                  | Escrutini uninominal majoritari | 543      | 2,192,379           |
| Índia                           | Parlament (संसद Sansad)                                                                                         | Consell d'Estats (राज्य सभा Rajya Sabha)                                                                          | Cambra alta               | 6                                                                                  | Vot únic transferible | 245      | 4,847,900           |
| Indonèsia                       | Assemblea Popular Consultiva (Majelis Permusyawaratan Rakyat)                                                  | Cambra de Representants (Dewan Perwakilan Rakyat)                                                              | Cambra baixa              | 5                                                                                  | Rep. proporcional de llista oberta | 575      | 467,101             |
| Indonèsia                       | Assemblea Popular Consultiva (Majelis Permusyawaratan Rakyat)                                                  | Consell Delegat Regional (Dewan Perwakilan Daerah)                                                             | Cambra alta               | 5                                                                                  | Vot únic intransferible | 136      | 1,974,875           |
| Iran                            | Assemblea Consultiva Islàmica (مجلس شورای اسلامی Majles-e Showrā-ye Eslāmī)                                    | Assemblea Consultiva Islàmica (مجلس شورای اسلامی Majles-e Showrā-ye Eslāmī)                                    | Monocameralitat           | 4                                                                                  | Vot popular | 290      | 259,136             |
| Iraq                            | Consell de Representants (مجلس النواب العراقي Majlis Al-Niwab Al-Iraqi / ئه‌نجومه‌نی نوێنه‌ران Enjumen-e Nûnerên) | Consell de Representants (مجلس النواب العراقي Majlis Al-Niwab Al-Iraqi / ئه‌نجومه‌نی نوێنه‌ران Enjumen-e Nûnerên) | Monocameralitat           | 4                                                                                  | Rep. proporcional de llista oberta | 329      | 95,782              |
| Irlanda                         | Parlament (Oireachtas)                                                                                         | President d'Irlanda                                                                                            | President en el Parlament | 7                                                                                  | | N/A      | N/A                 |
| Irlanda                         | Parlament (Oireachtas)                                                                                         | Cambra de Representants (Dáil Éireann)                                                                         | Cambra baixa              | 5                                                                                  | Representació proporcional Vot únic transferible | 160      | 27,640              |
| Irlanda                         | Parlament (Oireachtas)                                                                                         | Senat (Seanad Éireann)                                                                                         | Cambra alta               | 5                                                                                  | Nomenat pel primer ministre, elegit per representants electes locals i nacionals i elegit pels graduats de les universitats                                                                                               | 60       | 76,470              |
| Israel                          | Assemblea (כנסת Knesset)                                                                                       | Assemblea (כנסת Knesset)                                                                                       | Monocameralitat           | 4                                                                                  | Rep. proporcional de llista tancada | 120      | 61,768              |
| Itàlia                          | Parlament (Parlamento)                                                                                         | Cambra dels Diputats (Camera dei Deputati)                                                                     | Cambra baixa              | 5                                                                                  | Vota paral·lel (245 per rep. proporcional, 147 uninominal i 8 a l'estranger per rep. proporcional) | 400      | 152,738             |
| Itàlia                          | Parlament (Parlamento)                                                                                         | Senat de la Republica (Senato della Repubblica)                                                                | Cambra alta               | 5                                                                                  | Vot paral·lel (122 per rep. proporcional, 74 uninominal i 4 a l'estranger per rep. proporcional), 5 membres designats pel president i un expresident per dret                                                             | 200      | 296,580             |
| Costa d'Ivori                   | Parlament (Parlement)                                                                                          | Assemblea Nacional (Assemblée nationale)                                                                       | Cambra baixa              | 5                                                                                  | Majoritari | 255      | 294,529             |
| Costa d'Ivori                   | Parlament (Parlement)                                                                                          | Senat (Sénat)                                                                                                  | Cambra alta               | 5                                                                                  | Elegit pels consells de districte i provincials, i nomenat pel president | 120      | 197,837             |
| Jamaica                         | Parlament | Cambra dels Representants                                                                                      | Cambra baixa              | 5                                                                                  | Escrutini uninominal majoritari | 63       | 45,860              |
| Jamaica                         | Parlament | Senat | Cambra alta               | 5                                                                                  | Escollit pel Governador General, representant el monarca. | 21       | 137,580             |
| Japó                            | Dieta Nacional (国会 Kokkai)                                                                                   | Cambra de Representants (衆議院 Shūgiin)                                                                       | Cambra baixa              | 4                                                                                  | Proporcional i escrutini uninominal majoritari | 465      | 270,817             |
| Japó                            | Dieta Nacional (国会 Kokkai)                                                                                   | Cambra de Consellers (参議院 Sangiin)                                                                          | Cambra alta               | 6                                                                                  | Proporcional i vot únic intransferible | 245      | 514,000             |
| Jordània                        | Parlament (مجلس الأمة Majlis al-Umma)                                                                          | Cambra de Representants (مجلس النواب Majlis al-Nuwaab)                                                         | Cambra baixa              | 4                                                                                  | Vot únic intransferible | 130      | 46,760              |
| Jordània                        | Parlament (مجلس الأمة Majlis al-Umma)                                                                          | Senat (مجلس الأعيان Majlis al-Aayan)                                                                           | Cambra alta               | 6                                                                                  | Escollit pel monarca | 75       | 93,520              |
| Kazakhstan                      | Parlament (Парламенті Parlamenti)                                                                              | Assemblea (Мәжіліс Májilis)                                                                                    | Cambra baixa              | 5                                                                                  | | 107      | 207,854             |
| Kazakhstan                      | Parlament (Парламенті Parlamenti)                                                                              | Senat (Сенаты Senaty)                                                                                          | Cambra alta               | 6                                                                                  | Nomenat pel President i elegit per les assemblees locals | 49       | 340,527             |
| Kenya                           | Parlament (Bunge)                                                                                              | Assemblea Nacional (Bunge la Taifa)                                                                            | Cambra baixa              | 5                                                                                  | Vot paral·lel | 349      | 126,182             |
| Kenya                           | Parlament (Bunge)                                                                                              | Senat (Seneti)                                                                                                 | Cambra alta               | 5                                                                                  | Vot popular i nomenat pel President | 67       | 657,278             |
| Kiribati                        | Casa de l'Assemblea (Maneaba ni Maungatabu)                                                                    | Casa de l'Assemblea (Maneaba ni Maungatabu)                                                                    | Monocameralitat           | 4                                                                                  | Vot popular i escollits pel Consell de Liders | 46       | 2,239               |
| Corea del Nord                  | Assemblea Suprema del Poble (최고인민회의 / 最高人民會議 Ch'oe-go In-min Hoe-ŭi)                               | Assemblea Suprema del Poble (최고인민회의 / 最高人民會議 Ch'oe-go In-min Hoe-ŭi)                               | Monocameralitat           | 5                                                                                  | Vot popular | 687      | 36,390              |
| Corea del Sud                   | Assemblea Nacional (국회 / 國會 Gukhoe)                                                                        | Assemblea Nacional (국회 / 國會 Gukhoe)                                                                        | Monocameralitat           | 4                                                                                  | majoritari i proporcional | 300      | 166,691             |
| Kuwait                          | Assemblea Nacional (مجلس الأمة Majlis al-Umma)                                                                 | Assemblea Nacional (مجلس الأمة Majlis al-Umma)                                                                 | Monocameralitat           | 4                                                                                  | Vot popular i escollir pel Primer Ministre. | 50       | 71,328              |
| Kirguizstan                     | Consell Suprem (Жогорку Кеңеш Joğorku Keñeş)                                                                   | Consell Suprem (Жогорку Кеңеш Joğorku Keñeş)                                                                   | Monocameralitat           | 5                                                                                  | Vot popular | 90       | 44,690              |
| Laos                            | Assemblea Nacional (ສະພາແຫ່ງຊາດ Sapha Heng Xat)                                                                 | Assemblea Nacional (ສະພາແຫ່ງຊາດ Sapha Heng Xat)                                                                 | Monocameralitat           | 5                                                                                  | Rep. proporcional | 115      | 48,148              |
| Letònia                         | Parlament (Saeima)                                                                                             | Parlament (Saeima)                                                                                             | Monocameralitat           | 4                                                                                  | Rep. proporcional de llista de partits. | 100      | 20,703              |
| Líban                           | Parlament (مجلس النواب, Majlis an-Nuwwāb)                                                                      | Cambra dels Diputats (مجلس النواب Majlis an-Nuwwab)                                                            | Monocameralitat           | 4                                                                                  | Rep. proporcional de llista de partits. | 128      | 33,000              |
| Lesotho                         | Parlament (Palamente ea Lesotho)                                                                               | Assemblea Nacional (Lekhotleng la Sechaba)                                                                     | Cambra baixa              | 5                                                                                  | Vot popular i proporcional | 120      | 16,927              |
| Lesotho                         | Parlament (Palamente ea Lesotho)                                                                               | Senat (Ntlong ea Mahosana)                                                                                     | Cambra alta               | 5                                                                                  | Nomenat pels principals caps i pel partit governant | 33       | 61,556              |
| Libèria                         | Legislatura | Cambra de Representants                                                                                        | Cambra baixa              | 6                                                                                  | majoritari | 73       | 47,624              |
| Libèria                         | Legislatura | Senat | Cambra alta               | 9                                                                                  | majoritari | 30       | 115,896             |
| Líbia                           | Cambra de Representants (مجلس النواب Majlis an-Nuwwab)                                                         | Cambra de Representants (مجلس النواب Majlis an-Nuwwab)                                                         | Monocameralitat           |                                                                                    | Vot paral·lel | 200      | 28,353              |
| Liechtenstein                   | Landtag (Landtag)                                                                                              | Landtag (Landtag)                                                                                              | Monocameralitat           | 4                                                                                  | Rep. proporcional de llista tancada | 25       | 1,451               |
| Lituània                        | Parlament (Seimas)                                                                                             | Parlament (Seimas)                                                                                             | Monocameralitat           | 4                                                                                  | Rep. proporcional | 141      | 21,658              |
| Luxemburg                       | Cambra de Diputats (D'Chamber / Chambre des députés / Abgeordnetenkammer)                                      | Cambra de Diputats (D'Chamber / Chambre des députés / Abgeordnetenkammer)                                      | Monocameralitat           | 5                                                                                  | Rep. proporcional de llista oberta amb Regla d'Hondt | 60       | 8,484               |
| Madagascar                      | Parlament (Antenimieram-Pirenena)                                                                              | Assemblea Nacional (Antenimieram-Pirenena)                                                                     | Cambra baixa              | 5                                                                                  | | 160      | 137,078             |
| Madagascar                      | Parlament (Antenimieram-Pirenena)                                                                              | Senat (Antenimierandoholona)                                                                                   | Cambra alta               | 5                                                                                  | | 33       | 664,430             |
| Malawi                          | Assemblea Nacional                                                                                             | Assemblea Nacional                                                                                             | Monocameralitat           | 5                                                                                  | Escrutini uninominal majoritari | 193      | 76,809              |
| Malàisia                        | Parlament (Parlimen Malaysia)                                                                                  | Cambra de Representants (Dewan Rakyat)                                                                         | Cambra baixa              | 5                                                                                  | Escrutini uninominal majoritari | 222      | 127,631             |
| Malàisia                        | Parlament (Parlimen Malaysia)                                                                                  | Senat (Dewan Negara)                                                                                           | Cambra alta               | 3                                                                                  | | 70       | 404,773             |
| Maldives                        | Assemblea del Poble (ރައްޔިތުންގެ މަޖިލިސް Rayyithunge Majilis)                                                          | Assemblea del Poble (ރައްޔިތުންގެ މަޖިލިސް Rayyithunge Majilis)                                                          | Monocameralitat           | 5                                                                                  | Escrutini uninominal majoritari | 85       | 4,266               |
| Mali                            | Assemblea Nacional (Assemblée nationale)                                                                       | Assemblea Nacional (Assemblée nationale)                                                                       | Monocameralitat           | 4                                                                                  | 147 elegits en circumscripcions uninominals o plurinominals, mitjançant un sistema de tornada. 13 elegits per malians a l'estranger.                                                                                      | 160      | 90,732              |
| Malta                           | Parlament (Il-Parlament)                                                                                       | President de Malta                                                                                             | President al Parlament    | 5                                                                                  | Escollit per la Cambra de Representants | N/A      | N/A                 |
| Malta                           | Parlament (Il-Parlament)                                                                                       | Cambra de Representants (Kamra tad-Deputati)                                                                   | Monocameralitat           | 5                                                                                  | Vot únic transferible | 69       | 5,950               |
| Illes Marshall                  | Legislatura (Nitijeļā)                                                                                         | Legislatura (Nitijeļā)                                                                                         | Monocameralitat           | 4                                                                                  | Circunscripcions uninominals i plurinominals | 33       | 2,060               |
| Mauritània                      | Parlament (البرلمان Barlamene)                                                                                 | Assemblea Nacional (الجمعية الوطنية Al Jamiya al-Wataniyah)                                                    | Monocameralitat           | 5                                                                                  | Segona volta electoral | 146      | 37,888              |
| Maurici                         | Assemblea Nacional (Assemblée nationale)                                                                       | Assemblea Nacional (Assemblée nationale)                                                                       | Monocameralitat           | 5                                                                                  | | 65       | 17,614              |
| Mèxic                           | Congrés de la Unió (Congreso de la Unión)                                                                      | Cambra de Diputats (Cámara de Diputados)                                                                       | Cambra baixa              | 3                                                                                  | Vot paral·lel: Mètode de Hamilton (Quota Hare) (200) i FPTP (300) | 500      | 227,821             |
| Mèxic                           | Congrés de la Unió (Congreso de la Unión)                                                                      | Senat de la República (Cámara de Senadores)                                                                    | Cambra alta               | 6                                                                                  | Vot paral·lel: Mètode de Hamilton (Quota Hare) | 128      | 889,926             |
| Moldàvia                        | Parlament (Parlamentul)                                                                                        | Parlament (Parlamentul)                                                                                        | Monocameralitat           | 4                                                                                  | | 101      | 33,498              |
| Mònaco                          | Consell Nacional (Conseil National)                                                                            | Consell Nacional (Conseil National)                                                                            | Monocameralitat           | 5                                                                                  | Panachage de representació proporcional | 24       | 1,473               |
| Mongòlia                        | Gran Jural de l'Estat (Улсын Их Хурал Ulsyn Ikh Khural)                                                        | Gran Jural de l'Estat (Улсын Их Хурал Ulsyn Ikh Khural)                                                        | Monocameralitat           | 4                                                                                  | Escrutini majoritari plurinominal | 76       | 36,245              |
| Montenegro                      | Assemblea (Skupština / Скупштина)                                                                              | Assemblea (Skupština / Скупштина)                                                                              | Monocameralitat           | 4                                                                                  | Representació proporcional amb llista de partit (Regla d'Hondt) amb un llindar del 3%. | 81       | 7,719               |
| Marroc                          | Parlament (البرلمان المغربي / ⴰⴱⵕⵍⴰⵎⴰⵏ ⴰⵎⵖⵔⵉⴱⵉ)                                                                | Cambra de Representants (مجلس النواب Majlis al-Nuwab / ⴰⴳⵔⴰⵡ ⵉⵎⴰⵔⴰⵢⴻⵏ)                                         | Cambra baixa              | 5                                                                                  | Vot paral·lel: 305 en vot únic intransferible i 60 per dones i 40 per joves en representació proporcional. | 395      | 100,444             |
| Marroc                          | Parlament (البرلمان المغربي / ⴰⴱⵕⵍⴰⵎⴰⵏ ⴰⵎⵖⵔⵉⴱⵉ)                                                                | Casa dels Consellers (مجلس المستشارين Majlis al-Mustasharin)                                                   | Cambra alta               | 6                                                                                  | Sufragi indirecte | 270      | 120,905             |
| Moçambic                        | Assemblea de la República (Assembleia da República)                                                            | Assemblea de la República (Assembleia da República)                                                            | Monocameralitat           | 5                                                                                  | Representació proporcional de llista tancada | 250      | 85,588              |
| Myanmar (Burma)                 | Assemblea de la Unió (ပြည်ထောင်စုလွှတ်တော် Pyidaungsu Hluttaw)                                                             | Cambra de Representants (ပြည်သူ့လွှတ်တော် Pyithu Hluttaw)                                                                | Cambra baixa              | 5                                                                                  | Vot popular i escollits pels militars | 440      | 137,000             |
| Myanmar (Burma)                 | Assemblea de la Unió (ပြည်ထောင်စုလွှတ်တော် Pyidaungsu Hluttaw)                                                             | Casa de les Nacionalitats (အမျိုးသားလွှတ်တော် Amyotha Hluttaw)                                                             | Cambra alta               | 5                                                                                  | Vot popular i escollits pels militars | 224      | 269,107             |
| Namíbia                         | Parlament | Assemblea Nacional                                                                                             | Cambra baixa              | 5                                                                                  | Representació proporcional de llista tancada i alguns membres escollits pel President | 104      | 26,923              |
| Namíbia                         | Parlament | Consell Nacional                                                                                               | Cambra alta               | 6                                                                                  | Sufragi indirecte en consells regionals | 26       | 80,769              |
| Nauru                           | Parlament | Parlament | Monocameralitat           | 3                                                                                  | Sistema de compte de Borda | 19       | 521                 |
| Nepal                           | Parlament Federal (संघीय संसद Sanghiya Sansad)                                                                    | Cambra de Representants (प्रतिनिधि सभा Pratinidi Sabha)                                                             | Cambra baixa              | 5                                                                                  | Vot paral·lel (165 en escrutini uninominal majoritari i 110 en representació proporcional) | 275      | 105,392             |
| Nepal                           | Parlament Federal (संघीय संसद Sanghiya Sansad)                                                                    | Assemblea Nacional (राष्ट्रिय सभा Rastriya Sabha)                                                                   | Cambra alta               | 6                                                                                  | Vot únic transferible indirecte i 3 membres escollits pel President | 59       | 491,233             |
| Països Baixos                   | Estats Generals (Staten-Generaal)                                                                              | Cambra de Representants (Tweede Kamer)                                                                         | Cambra baixa              | 4                                                                                  | Representació proporcional amb llista de partit | 150      | 111,533             |
| Països Baixos                   | Estats Generals (Staten-Generaal)                                                                              | Senat (Eerste Kamer)                                                                                           | Cambra alta               | 4                                                                                  | Llista de partit indirecta proporcional | 75       | 223,066             |
| Nova Zelanda                    | Parlament (Pāremata)                                                                                           | Cambra de Representants (Whare o ngā Māngai)                                                                   | Monocameralitat           | 3                                                                                  | Representació proporcional mixta | 120      | 33,566              |
| Nicaragua                       | Assemblea Nacional (Asamblea Nacional)                                                                         | Assemblea Nacional (Asamblea Nacional)                                                                         | Monocameralitat           | 5                                                                                  | | 90       | 64,034              |
| Níger                           | Assemblea Nacional (Assemblée nationale)                                                                       | Assemblea Nacional (Assemblée nationale)                                                                       | Monocameralitat           | 5                                                                                  | | 171      | 139,210             |
| Nigèria                         | Assemblea Nacional                                                                                             | Cambra de Representants                                                                                        | Cambra baixa              | 4                                                                                  | | 360      | 388,898             |
| Nigèria                         | Assemblea Nacional                                                                                             | Senat | Cambra alta               | 4                                                                                  | | 109      | 1,284,436           |
| Macedònia                       | Assemblea (Собрание Sobranie)                                                                                  | Assemblea (Собрание Sobranie)                                                                                  | Monocameralitat           | 4                                                                                  | | 120      | 16,736              |
| Noruega                         | Storting (Stortinget / Stuorradiggi)                                                                           | Storting (Stortinget / Stuorradiggi)                                                                           | Monocameralitat           | 4                                                                                  | Representació proporcional mixta | 169      | 29,785              |
| Oman                            | Consell d'Oman (مجلس عُـمان)                                                                                    | Assemblea Consultiva (مجلس الشورى Majlis al-Shura)                                                             | Cambra baixa              | 4                                                                                  | | 84       | 33,017              |
| Oman                            | Consell d'Oman (مجلس عُـمان)                                                                                    | Consell d'Estat (مجلس الدولة Majlis al-Dawla)                                                                  | Cambra alta               | 4                                                                                  | | 85       | 32,628              |
| Pakistan                        | Parlament (پارلیمنٹ)                                                                                           | Assemblea Nacional (ایوان زیریں پاکستان)                                                                       | Cambra baixa              | 5                                                                                  | | 342      | 537,023             |
| Pakistan                        | Parlament (پارلیمنٹ)                                                                                           | Senat (ایوانِ بالا / ایوانِ بالا)                                                                                | Cambra alta               | 6                                                                                  | | 104      | 1,735,000           |
| República de Palau              | Congrés Nacional (Olbiil era Kelulau)                                                                          | Cambra de Delegats                                                                                             | Cambra baixa              | 4                                                                                  | Majoria | 16       | 1,309               |
| República de Palau              | Congrés Nacional (Olbiil era Kelulau)                                                                          | Senat | Cambra alta               | 4                                                                                  | Majoria | 13       | 2,328               |
| Estat de Palestina              | Consell Legislatiu (المجلس التشريعي Al-Majlis al-Tashrī'iyy)                                                   | Consell Legislatiu (المجلس التشريعي Al-Majlis al-Tashrī'iyy)                                                   | Monocameralitat           |                                                                                    | | 132      | 32,277              |
| Panamà                          | Assemblea Nacional (Asamblea Nacional)                                                                         | Assemblea Nacional (Asamblea Nacional)                                                                         | Monocameralitat           | 5                                                                                  | | 71       | 47,969              |
| Papua Nova Guinea               | Parlament Nacional                                                                                             | Parlament Nacional                                                                                             | Monocameralitat           | 5                                                                                  | | 109      | 56,766              |
| Paraguai                        | Congrés (Congreso)                                                                                             | Cambra de Diputats (Cámara de Diputados)                                                                       | Cambra baixa              | 5                                                                                  | | 80       | 80,681              |
| Paraguai                        | Congrés (Congreso)                                                                                             | Cambra dels Senadors (Cámara de Senadores)                                                                     | Cambra alta               | 5                                                                                  | | 45       | 143,434             |
| Perú                            | Congrés de la República (Congreso de la República / Rimana Wasin)                                              | Congrés de la República (Congreso de la República / Rimana Wasin)                                              | Monocameralitat           | 5                                                                                  | | 130      | 217,082             |
| Filipines                       | Congrés (Kongreso ng Pilipinas)                                                                                | Cambra de Representants (Kapulungan ng mga Kinatawan ng Pilipinas)                                             | Cambra baixa              | 3                                                                                  | Mètode de Hamilton en llista tancada amb límit de tres seients (20%) i escrutini uninominal majoritari (80%) | 304      | 341,364             |
| Filipines                       | Congrés (Kongreso ng Pilipinas)                                                                                | Senat (Mataas na Kapulungan)                                                                                   | Cambra alta               | 6                                                                                  | | 24       | 4,323,958           |
| Polònia                         | Parlament (Zgromadzenie Narodowe)                                                                              | Sejm (Sejm) | Cambra baixa              | 4                                                                                  | Representació proporcional de llista oberta | 460      | 83,697              |
| Polònia                         | Parlament (Zgromadzenie Narodowe)                                                                              | Senat (Senat)                                                                                                  | Cambra alta               | 4                                                                                  | Majoritari | 100      | 385,010             |
| Portugal                        | Assemblea de la República (Assembleia da República)                                                            | Assemblea de la República (Assembleia da República)                                                            | Monocameralitat           | 4                                                                                  | Representació proporcional en llista tancada | 230      | 45,920              |
| Qatar                           | Assemblea Consultiva (مجلس الشورى Majlis ash-Shura)                                                            | Assemblea Consultiva (مجلس الشورى Majlis ash-Shura)                                                            | Monocameralitat           |                                                                                    | | 35       | 52,958              |
| Romania                         | Parlament (Parlamentul)                                                                                        | Cambra dels Diputats (Camera Deputaților)                                                                      | Cambra baixa              | 4                                                                                  | | 329      | 58,416              |
| Romania                         | Parlament (Parlamentul)                                                                                        | Senat (Senat)                                                                                                  | Cambra alta               | 4                                                                                  | | 137      | 139,005             |
| Rússia                          | Assemblea Federal (Федеральное Собрание Federalnoye Sobraniye)                                                 | Duma Estatal (Государственная Дума Gosudarstvennaya Duma)                                                      | Cambra baixa              | 5                                                                                  | Escrutini uninominal majoritari (225) i representació proporcional de llista tancada (225) | 450      | 318,000             |
| Rússia                          | Assemblea Federal (Федеральное Собрание Federalnoye Sobraniye)                                                 | Consell de la Federació (Совет Федерации Sovet Federatsii)                                                     | Cambra alta               | Depenent de les eleccions individuals a les federals (4 o 5)                       | Els senadors són delegats dels òrgans executiu i legislatiu dels subjectes federals | 170      | 862,048             |
| Ruanda                          | Parlament (Inteko Ishinga Amategeko y’u Rwanda)                                                                | Cambra de Diputats (Umutwe w'Abadepite)                                                                        | Cambra baixa              | 5                                                                                  | | 80       | 146,121             |
| Ruanda                          | Parlament (Inteko Ishinga Amategeko y’u Rwanda)                                                                | Senat (Umutwe wa Sena)                                                                                         | Cambra alta               | 8                                                                                  | | 26       | 449,603             |
| Saint Kitts i Nevis             | Assemblea Nacional                                                                                             | Assemblea Nacional                                                                                             | Monocameralitat           | 5                                                                                  | | 15       | 3,686               |
| Saint Lucia                     | Parlament | Casa d'Assemblea                                                                                               | Cambra baixa              | 5                                                                                  | | 17       | 10,221              |
| Saint Lucia                     | Parlament | Senat | Cambra alta               |                                                                                    | | 11       | 15,796              |
| Saint Vincent i les Grenadines  | Casa de l'Assemblea                                                                                            | Casa de l'Assemblea                                                                                            | Monocameralitat           | 5                                                                                  | | 21       | 5,714               |
| Samoa                           | Parlament (Palemene)                                                                                           | Assemblea Legislativa (Fono Aoao Faitulafono)                                                                  | Monocameralitat           | 5                                                                                  | | 51       | 3,916               |
| San Marino                      | Gran i General Consell (Consiglio Grande e Generale)                                                           | Gran i General Consell (Consiglio Grande e Generale)                                                           | Monocameralitat           | 5                                                                                  | | 60       | 536                 |
| São Tomé i Príncipe             | Assemblea Nacional (Assembleia Nacional)                                                                       | Assemblea Nacional (Assembleia Nacional)                                                                       | Monocameralitat           | 4                                                                                  | | 55       | 3,330               |
| Aràbia Saudita                  | Assemblea Consultiva (مجلس الشورى Majlis Ash-Shura)                                                            | Assemblea Consultiva (مجلس الشورى Majlis Ash-Shura)                                                            | non-parliamentary         | 4                                                                                  | Escollits pel Rei. | 150      | 220,000             |
| Senegal                         | Assemblea Nacional (Assemblée nationale)                                                                       | Assemblea Nacional (Assemblée nationale)                                                                       | Monocameralitat           | 5                                                                                  | | 150      | 85,701              |
| Sèrbia                          | Assemblea Nacional (Народна скупштина / Narodna skupština)                                                     | Assemblea Nacional (Народна скупштина / Narodna skupština)                                                     | Monocameralitat           | 4                                                                                  | | 250      | 28,482              |
| Seychelles                      | Assemblea Nacional (Lasanble National)                                                                         | Assemblea Nacional (Lasanble National)                                                                         | Monocameralitat           | 5                                                                                  | | 31       | 2,709               |
| Sierra Leone                    | Parlament | Parlament | Monocameralitat           | 5                                                                                  | | 146      | 40,136              |
| Singapur                        | Parlament (Parlimen / 国家议会 Guójiā yìhuì / நாடாளுமன்றம் Nāṭāḷumaṉṟam)                                            | Parlament (Parlimen / 国家议会 Guójiā yìhuì / நாடாளுமன்றம் Nāṭāḷumaṉṟam)                                            | Monocameralitat           | 5                                                                                  | Escrutini uninominal majoritari i majoritari plurinominal. | 103      | 52,360              |
| Eslovàquia                      | Consell Nacional (Národná rada)                                                                                | Consell Nacional (Národná rada)                                                                                | Monocameralitat           | 4                                                                                  | | 150      | 35,980              |
| Eslovènia                       | Parlament (Slovenski parlament)                                                                                | Assemblea Nacional (Državni zbor)                                                                              | Cambra baixa              | 4                                                                                  | Representació proporcional de llista oberta amb un llindar electoral del 4%. | 90       | 22,779              |
| Eslovènia                       | Parlament (Slovenski parlament)                                                                                | Consell Nacional (Državni svet)                                                                                | Cambra alta               | 5                                                                                  | Escrutini uninominal majoritari celebrades dins d'organitzacions d'interès i comunitats locals | 40       | 51,254              |
| Salomó                          | Parlament Nacional                                                                                             | Parlament Nacional                                                                                             | Monocameralitat           | 4                                                                                  | | 50       | 10,460              |
| Somàlia                         | Parlament Federal (Baarlamaanka Federaalka / لبرلمان الاتحادي)                                                 | Cambra del Poble                                                                                               | Cambra baixa              | 4                                                                                  | Escollit pel President. | 275      | 36,675              |
| Somàlia                         | Parlament Federal (Baarlamaanka Federaalka / لبرلمان الاتحادي)                                                 | Senat | Cambra alta               | 4                                                                                  | Majoritari | 54       | 180,100             |
| Sud-àfrica                      | Parlament | Assemblea Nacional                                                                                             | Cambra baixa              | 5                                                                                  | | 400      | 126,466             |
| Sud-àfrica                      | Parlament | Consell Nacional de Províncies                                                                                 | Cambra alta               |                                                                                    | | 90       | 562,075             |
| Sudan del Sud                   | Legislatura nacional                                                                                           | Assemblea Legislativa Nacional                                                                                 | Cambra baixa              |                                                                                    | | 170      | 48,591              |
| Sudan del Sud                   | Legislatura nacional                                                                                           | Consell d'Estats                                                                                               | Cambra alta               |                                                                                    | Escollit pel President. | 50       | 165,210             |
| Espanya                         | Corts Generals (Cortes Generales)                                                                              | Congrés dels Diputats (Congreso de los Diputados)                                                              | Cambra baixa              | 4                                                                                  | Representació proporcional | 350      | 131,894             |
| Espanya                         | Corts Generals (Cortes Generales)                                                                              | Senat (Senado)                                                                                                 | Cambra alta               | 4                                                                                  | 208 es nomenen mitjançant eleccions generals i 57 quan es renoven les legislatures autonòmiques | 265      | 173,545             |
| Sri Lanka                       | Parlament (ශ්‍රී ලංකා පාර්ලිමේන්තුව / இலங்கை பாராளுமன்றம்)                                                                        | Parlament (ශ්‍රී ලංකා පාර්ලිමේන්තුව / இலங்கை பாராளுமன்றம்)                                                                        | Monocameralitat           | 5                                                                                  | | 225      | 90,122              |
| Sudan                           | Legislatura nacional                                                                                           | Assemblea Nacional (Majlis Watani)                                                                             | Cambra baixa              | 6                                                                                  | | 426      | 68,653              |
| Sudan                           | Legislatura nacional                                                                                           | Consell dels Estats (Majlis Welayat)                                                                           | Cambra alta               | 6                                                                                  | | 50       | 617,880             |
| Surinam                         | Assemblea Nacional (Nationale Assemblée)                                                                       | Assemblea Nacional (Nationale Assemblée)                                                                       | Monocameralitat           | 5                                                                                  | | 51       | 10,470              |
| Suècia                          | Parlament (Sveriges riksdag)                                                                                   | Parlament (Sveriges riksdag)                                                                                   | Monocameralitat           | 4                                                                                  | Representació proporcional de llista oberta mitjançant el mètode Sainte-Laguë amb un llindar electoral del 4% en circumscripcions basades en els comtats de Suècia                                                        | 349      | 27,286              |
| Síria                           | Assemblea Popular (مجلس الشعب Majlis al-Sha'ab)                                                                | Assemblea Popular (مجلس الشعب Majlis al-Sha'ab)                                                                | Monocameralitat           | 4                                                                                  | | 250      | 86,964              |
| Suïssa                          | Assemblea Federal (Bundesversammlung, Assemblée fédérale, Assemblea federale, Assamblea federala)              | Consell Nacional (Nationalrat, Conseil national, Consiglio nazionale, Cussegl naziunal)                        | Cambra baixa              | 4                                                                                  | Llista oberta proporcional. | 200      | 40,000              |
| Suïssa                          | Assemblea Federal (Bundesversammlung, Assemblée fédérale, Assemblea federale, Assamblea federala)              | Consell dels Estats (Ständerat, Conseil des États, Consiglio degli Stati, Cussegl dals chantuns)               | Cambra alta               | 4                                                                                  | Cada cantó disposa d'un o dos escons, de dues rondes o de representació proporcional segons el cantó. | 46       | 173,913             |
| Tadjikistan                     | Assemblea Suprema (Маҷлиси Олии Majlisi Oli)                                                                   | Assemblea de Representants (Маҷлиси намояндагон Majlisi namoyandagon)                                          | Cambra baixa              | 5                                                                                  | | 63       | 123,809             |
| Tadjikistan                     | Assemblea Suprema (Маҷлиси Олии Majlisi Oli)                                                                   | Assemblea Nacional (Маҷлиси миллии Majlisi Millii)                                                             | Cambra alta               | 5                                                                                  | | 33       | 236,363             |
| Tanzània                        | Assemblea Nacional (Bunge la Tanzania)                                                                         | Assemblea Nacional (Bunge la Tanzania)                                                                         | Monocameralitat           | 5                                                                                  | | 384      | 120,974             |
| Tailàndia                       | Assemblea Nacional (รัฐสภา Ratthasapha)                                                                         | Cambra de Representants (สภาผู้แทนราษฎร Sapha Phuthaen Ratsadon)                                                 | Cambra baixa              | 4                                                                                  | Representació proporcional de membres mixts, 350 són uninominals i 150 són de llista del partit | 500      | 140,997             |
| Tailàndia                       | Assemblea Nacional (รัฐสภา Ratthasapha)                                                                         | Senat (วุฒิสภา Wutthisapha)                                                                                      | Cambra alta               | 5                                                                                  | | 250      | -                   |
| Togo                            | Assemblea Nacional (Assemblée nationale)                                                                       | Assemblea Nacional (Assemblée nationale)                                                                       | Monocameralitat           | 5                                                                                  | | 91       | 76,434              |
| Tonga                           | Assemblea Legislativa (Fale Alea ʻo Tonga)                                                                     | Assemblea Legislativa (Fale Alea ʻo Tonga)                                                                     | Monocameralitat           |                                                                                    | | 25       | 3,962               |
| Trinitat i Tobago               | Parlament | Cambra de Representants                                                                                        | Cambra baixa              | 5                                                                                  | | 41       | 32,139              |
| Trinitat i Tobago               | Parlament | Senat | Cambra alta               |                                                                                    | | 31       | 42,506              |
| Tunísia                         | Assemblea de Representants del Poble (مجلس نواب الشعب Majless Noweb al Shaab)                                  | Assemblea de Representants del Poble (مجلس نواب الشعب Majless Noweb al Shaab)                                  | Monocameralitat           | 5                                                                                  | | 217      | 49,188              |
| Turquia                         | Gran Assemblea Nacional (Türkiye Büyük Millet Meclisi)                                                         | Gran Assemblea Nacional (Türkiye Büyük Millet Meclisi)                                                         | Monocameralitat           | 5                                                                                  | Representació proporcional (Regla d'Hondt) amb un 7% de llindar. | 600      | 135,862             |
| Turkmenistan                    | Assemblea (Mejlis)                                                                                             | Assemblea (Mejlis)                                                                                             | Monocameralitat           | 5                                                                                  | Votació majoritària en circumscripcions d'un sol membre. | 125      | 41,360              |
| Tuvalu                          | Parlament (Fale i Fono)                                                                                        | Parlament (Fale i Fono)                                                                                        | Monocameralitat           | 4                                                                                  | | 15       | 666                 |
| Uganda                          | Parlament (Bunge la Uganda)                                                                                    | Parlament (Bunge la Uganda)                                                                                    | Monocameralitat           | 5                                                                                  | | 529      | 87,839              |
| Ucraïna                         | Rada Suprema (Верховна Рада Verkhovna Rada)                                                                    | Rada Suprema (Верховна Рада Verkhovna Rada)                                                                    | Monocameralitat           | 5                                                                                  | | 450      | 101,248             |
| Emirats Àrabs Units             | Consell Nacional Federal (المجلس الوطني الإتحادي Majlis Watani Ittihad)                                        | Consell Nacional Federal (المجلس الوطني الإتحادي Majlis Watani Ittihad)                                        | Monocameralitat           | 4                                                                                  | | 40       | 206,601             |
| Regne Unit                      | Parlament (Parliament of the United Kingdom of Great Britain and Northern Ireland)                             | Cambra dels Comuns (House of Commons)                                                                          | Cambra baixa              | 5                                                                                  | Escrutini uninominal majoritari. | 650      | 95,787              |
| Regne Unit                      | Parlament (Parliament of the United Kingdom of Great Britain and Northern Ireland)                             | Cambra dels Lords (House of Lords)                                                                             | Cambra alta               | Hereditari i per elecció aristocràtica. Fins al final del mandat religiós (bisbes) | | 782      | 86,700              |
| Estats Units                    | Congrés (United States Congress)                                                                               | Cambra de Representants                                                                                        | Cambra baixa              | 2                                                                                  | Depèn de l'estat, principalment escrutini uninominal majoritari. | 435      | 722,636             |
| Estats Units                    | Congrés (United States Congress)                                                                               | Senat | Cambra alta               | 6                                                                                  | Depèn de l'estat, principalment escrutini uninominal majoritari. Un terç del Senat es presenta a eleccions cada dos anys. Cada estat té dos senadors.                                                                     | 100      | N/A                 |
| Uruguai                         | Assemblea General (Asamblea General)                                                                           | Cambra de Representants (Cámara de Representantes)                                                             | Cambra baixa              | 5                                                                                  | | 99       | 33,195              |
| Uruguai                         | Assemblea General (Asamblea General)                                                                           | Cambra dels Senadors (Cámara de Senadores)                                                                     | Cambra alta               | 5                                                                                  | | 30       | 109,543             |
| Uzbekistan                      | Oliy Majlis (Oliy Majlis / Олий Мажлис)                                                                        | Cambra Legislativa (Qonunchilik palatasi / Қонунчилик палатаси)                                                | Cambra baixa              | 5                                                                                  | | 150      | 194,156             |
| Uzbekistan                      | Oliy Majlis (Oliy Majlis / Олий Мажлис)                                                                        | Senat (Senati / Сенати)                                                                                        | Cambra alta               | 5                                                                                  | | 100      | 291,234             |
| Vanuatu                         | Parlament (Palamen blong Vanuatu)                                                                              | Parlament (Palamen blong Vanuatu)                                                                              | Monocameralitat           | 4                                                                                  | | 52       | 4319                |
| Ciutat del Vaticà               | Comissió Pontifícia (Pontificia Commissione / Pontificia Commissio)                                            | Comissió Pontifícia (Pontificia Commissione / Pontificia Commissio)                                            | Monocameralitat           | 5                                                                                  | | 7        | 114                 |
| Veneçuela                       | Assemblea Nacional (Asamblea Nacional)                                                                         | Assemblea Nacional (Asamblea Nacional)                                                                         | Monocameralitat           | 5                                                                                  | | 277      | 175,430             |
| Vietnam                         | Assemblea Nacional (Quốc hội)                                                                                  | Assemblea Nacional (Quốc hội)                                                                                  | Monocameralitat           | 5                                                                                  | | 500      | 176,385             |
| Iemen                           | Parlament | Cambra de Representants (مجلس النواب Majlis al-Nuwaab)                                                         | Cambra baixa              | 6                                                                                  | | 301      | 81,485              |
| Iemen                           | Parlament | Consell de la Shura (Majlis ash-Shura)                                                                         | Cambra alta               | Life                                                                               | | 111      | 220,963             |
| Zàmbia                          | Assemblea Nacional                                                                                             | Assemblea Nacional                                                                                             | Monocameralitat           | 5                                                                                  | | 166      | 87,284              |
| Zimbàbue                        | Parlament | Assemblea Nacional                                                                                             | Cambra baixa              | 5                                                                                  | | 210      | 61,971              |
| Zimbàbue                        | Parlament | Senat | Cambra alta               | 5                                                                                  | | 40       | 325,350             |

### Òrgans legislatius de comunitats autònomes, dependències i altres territoris
| Territori                      | Òrgan legislatiu                                                         | Nom de la cambra                                                         | Tipus           | Mandat (anys) | Sistema de votació | Membres | Població per membre |
| ------------------------------ | ------------------------------------------------------------------------ | ------------------------------------------------------------------------ | --------------- | ------------- | --- | ------- | ------------------- |
| Adjària                        | Consell Suprem (აჭარის ავტონომიური რესპუბლიკის უმაღლესი საბჭო)           | Consell Suprem (აჭარის ავტონომიური რესპუბლიკის უმაღლესი საბჭო)           | Monocameralitat | 4             | | 21      | 16,619              |
| Illes Åland                    | Parlament d'Åland (Lagtinget)                                            | Parlament d'Åland (Lagtinget)                                            | Monocameralitat | 4             | | 30      | 945                 |
| Alderney                       | Estats (États d'Aurigny)                                                 | Estats (États d'Aurigny)                                                 | Monocameralitat | 4             | | 10      | 240                 |
| Samoa Nord-americana           | Fono (Fono)                                                              | Cambra de Representants                                                  | Cambra baixa    | 2             | | 21      | 2,643               |
| Samoa Nord-americana           | Fono (Fono)                                                              | Senat                                                                    | Cambra alta     | 4             | | 18      | 3,084               |
| Anguilla                       | Cambra de l'Assemblea                                                    | Cambra de l'Assemblea                                                    | Monocameralitat | 5             | | 11      | 1,222               |
| Vall d'Aosta                   | Consell de la Vall (Consiglio regionale/Conseil)                         | Consell de la Vall (Consiglio regionale/Conseil)                         | Monocameralitat | 5             | | 35      | 3,597               |
| Aruba                          | Parlament (Parlamento di Aruba)                                          | Parlament (Parlamento di Aruba)                                          | Monocameralitat | 4             | | 21      | 4,832               |
| Açores                         | Assemblea Legislativa (Assembleia Legislativa)                           | Assemblea Legislativa (Assembleia Legislativa)                           | Monocameralitat | 4             | | 57      | 4,311               |
| Bangsamoro                     | Parlament (البرلمان بانجسامورو)                                          | Parlament (البرلمان بانجسامورو)                                          | Monocameralitat | 3             | Vot paral·lel | 80      | 53,414              |
| Euskadi                        | Parlament (Eusko Legebiltzarra)                                          | Parlament (Eusko Legebiltzarra)                                          | Monocameralitat | 4             | Escrutini proporcional plurinominal (Regla D'Hondt)                                                                       | 75      | 29,194              |
| Bermudes                       | Parlament                                                                | Cambra de l'Assemblea                                                    | Cambra baixa    | 5             | | 36      | 1,784               |
| Bermudes                       | Parlament                                                                | Senat                                                                    | Cambra alta     |               | | 11      | 5,839               |
| Illes Verges Britàniques       | Cambra de l'Assemblea                                                    | Cambra de l'Assemblea                                                    | Monocameralitat | 4             | | 15      | 1,969               |
| Illes Canàries                 | Parlament (Parlamento de Canarias)                                       | Parlament (Parlamento de Canarias)                                       | Monocameralitat | 4             | Escrutini proporcional plurinominal (Regla D'Hondt)                                                                       | 70      | 35,000              |
| Catalunya                      | Parlament de Catalunya                                                   | Parlament de Catalunya                                                   | Monocameralitat | 4             | Escrutini proporcional plurinominal (Regla D'Hondt)                                                                       | 135     | 55,723              |
| Illes Caiman                   | Parlament                                                                | Parlament                                                                | Monocameralitat | 4             | | 18      | 3,080               |
| Illes Cook                     | Parlament                                                                | Parlament                                                                | Monocameralitat | 4             | | 24      | 875                 |
| Còrsega                        | Assemblea de Còrsega (Assemblea di Corsica)                              | Assemblea de Còrsega (Assemblea di Corsica)                              | Monocameralitat | 6             | | 63      | 5,238               |
| Crimea                         | Consell Estatal (Госуда́рственный Сове́т Респу́блики Крым)                  | Consell Estatal (Госуда́рственный Сове́т Респу́блики Крым)                  | Monocameralitat |               | | 100     | 22,840              |
| Curaçao                        | Parlament (Parlamento di Kòrsou)                                         | Parlament (Parlamento di Kòrsou)                                         | Monocameralitat | 4             | | 21      | 7,571               |
| Illes Malvines                 | Assemblea Legislativa                                                    | Assemblea Legislativa                                                    | Monocameralitat | 4             | | 11      | 272                 |
| Illes Fèroe                    | Løgting (Løgtingið)                                                      | Løgting (Løgtingið)                                                      | Monocameralitat | 4             | | 33      | 1,467               |
| Polinèsia Francesa             | Assemblea de la Polinèsia Francesa (Te apoʻoraʻa rahi o te fenua Māʻohi) | Assemblea de la Polinèsia Francesa (Te apoʻoraʻa rahi o te fenua Māʻohi) | Monocameralitat | 5             | Dues rondes en 8 seccions, 19 escons plurals i 38 proporcionals, 12,5% o llindar dels dos primers per a la classificació. | 57      | 4,859               |
| Galícia                        | Parlament de Galícia (Parlamento da Galiza)                              | Parlament de Galícia (Parlamento da Galiza)                              | Monocameralitat | 4             | | 75      | 36,649              |
| Gibraltar                      | Parlament (Gibraltar Parliament)                                         | Parlament (Gibraltar Parliament)                                         | Monocameralitat | 4             | | 17      | 1,750               |
| Groenlàndia                    | Parlament (Inatsisartut)                                                 | Parlament (Inatsisartut)                                                 | Monocameralitat | 4             | | 31      | 1,830               |
| Guam                           | Legislatura de Guam (Liheslaturan Guåhan)                                | Legislatura de Guam (Liheslaturan Guåhan)                                | Monocameralitat | 4             | | 15      | 10,623              |
| Guernsey                       | Estats (États de Guernesey)                                              | Estats (États de Guernesey)                                              | Monocameralitat | 4             | | 45      | 1,387               |
| Hong Kong                      | Consell Legislatiu (立法會)                                              | Consell Legislatiu (立法會)                                              | Monocameralitat | 4             | Rep. proporcional (Quota Hare) i Mètode de Hamilton per a les circumscripcions.                                           | 70      | 101,481             |
| Illa de Man                    | Tynwald (Tinvaal)                                                        | Cambra de les Claus (Kiare as Feed)                                      | Cambra baixa    | 5             | Pluralitat (2 membres de cada circumscripció)                                                                             | 24      | 3,520               |
| Illa de Man                    | Tynwald (Tinvaal)                                                        | Consell Legislatiu (Yn Choonceil Slattyssagh)                            | Cambra alta     | 5             | La majoria dels membres elegits indirectament per la Cambra de les Claus                                                  | 11      | 7,681               |
| Jersey                         | Assemblea dels Estats (Êtats d'Jèrri)                                    | Assemblea dels Estats (Êtats d'Jèrri)                                    | Monocameralitat | 4             | | 49      | 2,509               |
| Kurdistan Iraquià              | Parlament del Kurdistan (پەرلەمانی کوردستان)                             | Parlament del Kurdistan (پەرلەمانی کوردستان)                             | Monocameralitat | 5             | | 111     | 53,109              |
| Macau                          | Assemblea Legislativa de Macau (立法會)                                  | Assemblea Legislativa de Macau (立法會)                                  | Monocameralitat | 4             | Rep. proporcional, circumscripcions funcionals designades pel director general                                            | 29      | 19,610              |
| Madeira                        | Assemblea Legislativa (Assembleia Legislativa)                           | Assemblea Legislativa (Assembleia Legislativa)                           | Monocameralitat | 4             | | 47      | 5,698               |
| Illa de Montserrat             | Assemblea Legislativa                                                    | Assemblea Legislativa                                                    | Monocameralitat | 5             | | 9       | 546                 |
| Nakhtxivan                     | Assemblea Suprema (Ali Məclisi)                                          | Assemblea Suprema (Ali Məclisi)                                          | Monocameralitat | 5             | | 45      | 10,063              |
| Nova Caledònia                 | Congrés (Congrès de la Nouvelle-Calédonie)                               | Congrés (Congrès de la Nouvelle-Calédonie)                               | Monocameralitat | 5             | Rep. proporcional amb llista de partit amb llindar del 5%.                                                                | 54      | 4,547               |
| Irlanda del Nord               | Assemblea d'Irlanda del Nord (Tionól Thuaisceart Éireann)                | Assemblea d'Irlanda del Nord (Tionól Thuaisceart Éireann)                | Monocameralitat | 5             | Vot únic transferible | 90      | 16,767              |
| Illes Mariannes Septentrionals | Legislatura de la Commonwealth                                           | Cambra de Representants                                                  | Cambra baixa    | 2             | | 20      | 2,694               |
| Illes Mariannes Septentrionals | Legislatura de la Commonwealth                                           | Senat                                                                    | Cambra alta     | 2             | | 10      | 5,388               |
| Niue                           | Assemblea de Niue (Niue Fono Ekepule)                                    | Assemblea de Niue (Niue Fono Ekepule)                                    | Monocameralitat | 3             | | 20      | 69                  |
| Illes Pitcairn                 | Consell insular                                                          | Consell insular                                                          | Monocameralitat | 3             | | 10      | 6                   |
| Puerto Rico                    | Assemblea Legislativa (Asamblea Legislativa de Puerto Rico)              | Cambra de Representants                                                  | Cambra baixa    | 4             | Escrutini uninominal majoritari                                                                                           | 51      | 93,145              |
| Puerto Rico                    | Assemblea Legislativa (Asamblea Legislativa de Puerto Rico)              | Senat                                                                    | Cambra alta     | 4             | Majoritari | 27      | 465,427             |
| Saint-Barthélemy (Antilles)    | Consell Territorial                                                      | Consell Territorial                                                      | Monocameralitat | 5             | Dues rondes, 7 escons per pluralitat i 12 escons proporcionals, 10% o llindar dels dos primers per a la classificació.    | 19      | 488                 |
| Santa Helena                   | Consell Legislatiu                                                       | Consell Legislatiu                                                       | Monocameralitat | 4             | | 21      | 1,266               |
| Saint-Martin                   | Consell Territorial                                                      | Consell Territorial                                                      | Monocameralitat | 6             | Dues rondes, 8 seients per pluralitat i 15 escons proporcionals, llindar de classificació del 10% o dels dos primers.     | 23      | 1,578               |
| Saint-Pierre i Miquelon        | Consell Territorial                                                      | Consell Territorial                                                      | Monocameralitat | 6             | Dues rondes, 10 escons per pluralitat i 9 escons proporcionals, llindar de classificació del 10% o dels dos primers.      | 19      | 320                 |
| Sardenya                       | Consell Regional (Consiglio regionale)                                   | Consell Regional (Consiglio regionale)                                   | Monocameralitat | 5             | | 60      | 27,470              |
| Sark                           | Chief Pleas                                                              | Chief Pleas                                                              | Monocameralitat |               | | 12      | 50                  |
| Escòcia                        | Parlament Escocès (Pàrlamaid na h-Alba)                                  | Parlament Escocès (Pàrlamaid na h-Alba)                                  | Monocameralitat | 5             | Sistema de membres addicionals                                                                                            | 129     | 40,734              |
| Sicília                        | Assemblea Regional Siciliana (Assimbrea Riggiunali Siciliana)            | Assemblea Regional Siciliana (Assimbrea Riggiunali Siciliana)            | Monocameralitat | 5             | | 70      | 71,675              |
| Sint Maarten                   | Estats (Staten van Sint Maarten)                                         | Estats (Staten van Sint Maarten)                                         | Monocameralitat | 4             | | 15      | 2,495               |
| Tirol del Sud                  | Consell Autònom del Tirol del Sud                                        | Consell Autònom del Tirol del Sud                                        | Monocameralitat | 5             | | 35      | 14,621              |
| Tokelau                        | Fono General (Fono Fakamua)                                              | Fono General (Fono Fakamua)                                              | Monocameralitat | 3             | | 20      | 70                  |
| Trento                         | Consell Regional del Trentino-Tirol del Sud                              | Consell Regional del Trentino-Tirol del Sud                              | Monocameralitat | 5             | | 35      | 15,405              |
| Illes Turks i Caicos           | Cambra de l'Assemblea                                                    | Cambra de l'Assemblea                                                    | Monocameralitat | 4             | | 21      | 1,498               |
| Illes Verges                   | Legislatura                                                              | Legislatura                                                              | Monocameralitat | 2             | | 15      | 7,093               |
| Voivodina                      | Assemblea (Скупштина Аутономне Покрајине Војводине)                      | Assemblea (Скупштина Аутономне Покрајине Војводине)                      | Monocameralitat | 4             | Rep. proporcional (regla d'Hondt) en una única circumscripció amb un llindar del 5%.                                      | 120     | 16,098              |
| Gal·les                        | Senedd (Senedd Cymru)                                                    | Senedd (Senedd Cymru)                                                    | Monocameralitat | 5             | Sistema de membres addicionals                                                                                            | 60      | 51,066              |
| Wallis i Futuna                | Assemblea Territorial (Fono fakatelituale)                               | Assemblea Territorial (Fono fakatelituale)                               | Monocameralitat | 5             | Representació proporcional                                                                                                | 20      | 650                 |
| Zanzíbar                       | Cambra de representants (Baraza la Wawakilishi)                          | Cambra de representants (Baraza la Wawakilishi)                          | Monocameralitat | 5             | Escrutini uninominal majoritari                                                                                           | 88      | 17,086              |

### Òrgans legislatius d'estats no pertanyents a l'ONU (inclosos territoris no reconeguts i en disputa)
| Estat no reconegut                         | Òrgan legislatiu                                                                    | Nom de la cambra                                                                    | Tipus           | Mandat (anys) | Sistema de votació                                                                                                   | Membres | Població per membre |
| ------------------------------------------ | ----------------------------------------------------------------------------------- | ----------------------------------------------------------------------------------- | --------------- | ------------- | --- | ------- | ------------------- |
| Abkhàzia                                   | Assemblea Popular (Жәлар Реизара, Zhelar Reizara)                                   | Assemblea Popular (Жәлар Реизара, Zhelar Reizara)                                   | Monocameralitat | 5             | | 35      | 6,877               |
| Azad Kashmir                               | Assemblea Legislativa d'Azad Caixmir                                                | Assemblea Legislativa d'Azad Caixmir                                                | Monocameralitat | 5             | Escrutini uninominal majoritari                                                                                      | 53      | 1200                |
| República d'Artsakh                        | Assemblea Nacional (Azgayin Zhoghov)                                                | Assemblea Nacional (Azgayin Zhoghov)                                                | Monocameralitat | 5             | | 33      | 4,284               |
| R. de la Xina                              | Yuan legislatiu (立法院 Lìfǎ Yùan)                                                  | Yuan legislatiu (立法院 Lìfǎ Yùan)                                                  | Monocameralitat | 4             | Escrutini uninominal majoritari, llistes tancades en rep. proporcional i escons indígenes en vot únic intransferible | 113     | 208,754             |
| Kosovo                                     | Assemblea de Kosovo (albanès: Kuvendi i Kosovës, Ciríl·lic serbi: Скупштина Косова) | Assemblea de Kosovo (albanès: Kuvendi i Kosovës, Ciríl·lic serbi: Скупштина Косова) | Monocameralitat | 4             | | 120     | 15,493              |
| República Turca de Xipre del Nord          | Assemblea de la República (Cumhuriyet Meclisi)                                      | Assemblea de la República (Cumhuriyet Meclisi)                                      | Monocameralitat | 5             | | 50      | 5,898               |
| República Àrab Sahrauí Democràtica         | Consell Nacional Saharaui (المجلس الوطني الصحراوي Al-Majlis al-Watani al-Sahrawi)   | Consell Nacional Saharaui (المجلس الوطني الصحراوي Al-Majlis al-Watani al-Sahrawi)   | Monocameralitat | 2             | | 53      |                     |
| Somalilàndia                               | Parlament (Baarlamaanka)                                                            | Cambra de Representants (Golaha Wakiilada)                                          | Cambra baixa    | 5             | | 82      | 42,682              |
| Somalilàndia                               | Parlament (Baarlamaanka)                                                            | Cambra d'Ancians (Golaha Guurtida)                                                  | Cambra alta     | 6             | | 82      | 42,682              |
| Ossètia del Sud                            | Parlament                                                                           | Parlament                                                                           | Monocameralitat | 5             | | 34      | 2,117               |
| Administració Central Tibetana (a l'exili) | Parlament de l'Administració central tibetana (གྲོས་ཚོགས་ཐོག་གསུང་བཤད།)                  | Parlament de l'Administració central tibetana (གྲོས་ཚོགས་ཐོག་གསུང་བཤད།)                  | Monocameralitat | 5             | Escrutini uninominal majoritari                                                                                      | 43      | 73,953              |
| Transnístria                               | Consell Suprem (Верховный Совет, Verkhovny Sovet)                                   | Consell Suprem (Верховный Совет, Verkhovny Sovet)                                   | Monocameralitat | 5             | | 43      | 12,062              |